# Raymonde Dumoulin
Raymonde Dumoulin est une artiste peintre, graveur et sculptrice belge, née à Liège en 1921 et morte à Xhoris en 2004.

## Biographie
Raymonde Dumoulin s'inscrit en 1937 au cours de l'Académie royale des beaux-arts de Liège sous la direction de Jean Donnay, Adrien Dupagne, Jacques Ochs et Robert Crommelynck.
En 1943, Raymonde Dumoulin rejoint l'Académie royale des beaux-arts d'Anvers où elle s'inscrit en tant qu'élève libre. Elle y suit notamment les cours d'Isidore Opsomer, directeur de cet institut. Elle y côtoie de multiples artistes comme Paul Meert avec qui elle se mariera en 1946, et qui sera le père de ses enfants, Philippe et Michèle Meert, l'illustratrice Maria Seghers, Jules De Cort, Gabriel De Pauw, Antoon Luyks.
Elle obtient le prix Marie à Liège en 1943. Elle deviendra membre de l’Association pour le progrès intellectuel et artistique de la Wallonie, où elle expose en 1947 et 1948. Artiste-peintre figurative, elle modèle aussi la terre et réalise des gravures. Elle expose dans de multiples salles et galeries, à Liège, Bruxelles, Gand, dans son propre atelier à Baory (Tilff).
En 1946, elle participe au 47e Salon des beaux-arts à Gand. Elle expose à la Petite Galerie en décembre 1948, en compagnie du peintre Georges Pinet, ainsi qu'en 1952. La même année, elle expose à la galerie du Carré,.
Une rétrospective a été organisée au mois d'octobre 2012 à la galerie Claude Antoine, rue du Palais à liège.
Des institutions[Lesquelles ?] en Belgique lui ont acheté des œuvres.
Elle est inhumée à Xhoris.